# 投資関数

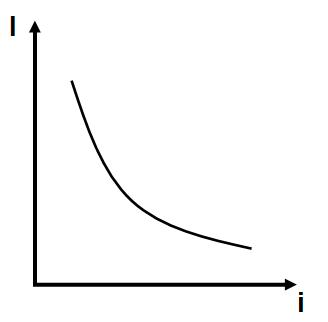
典型的な投資関数のグラフ。金利(利子率)iが上がる（投資コストが上昇する）と、投資額Iが減少する。

投資関数（とうしかんすう）は、経済学の概念の一つ。利子率と投資水準の関数。一般的に、投資は利子率の減少関数とみなして分析する。
- 利子率が下がれば、投資する額が上がる
- 利子率が上がれば、投資する額は下がる